# Pere Estelrich Massutí
Pere Estelrich Massutí (Felanitx, Mallorca, 1955) és un matemàtic, musicòleg i periodista mallorquí.
Va estudiar matemàtiques a la Universitat de Barcelona i té un màster en Periodisme i Comunicació de la Universitat de les Illes Balears. De sempre interessat en la divulgació del fet musical en general, però també de Mallorca en particular és membre fundador del Centre de Recerca Musical de Mallorca. Fou un dels impulsors de l'Orquestra Simfònica de les Illes Balears, del qual va ser el primer director.
Ha adaptat l'òpera Lohengrin de Richard Wagner per a teatre d'infants. Com a professor ha ensenyat a la Universitat de les Illes Balears i al Col·legi Sant Gaietà de Palma. Com a periodista ha col·laborat en diversos mitjans de comunicació com comentarista musical, com ara al Diario de Mallorca i molts altres.
Ha presentat programes de televisió a IB3 TV i actualment dirigeix el programa de ràdio El Crepuscle encén estels a Ona Mediterrània. Programa guardonat amb diversos premis a Mallorca i Catalunya. És membre de l'Institut de Musicologia Pau Villalonga. És autor, en solitari i amb altres, de diversos llibres relacionats amb la història de la música a les Balears.
Obres destacades
- Estels: Un retrat de Mallorca a través d'un programa de ràdio (2019)[8] el llibre més venut a la Fira de Llibre del 2019.[9]
- El misteri del libre de cant gregorià (2017)[10][11]
- La banda municipal de Palma, 25 anys (1991)[12]
- Diccionari de compositors mallorquins (segles xv-xi), amb Joan Parets i Serra i Biel Massot i Muntaner[1]